# Толос
Толосът (куполна гробница, кошерна гробница) (на гръцки: θόλος – свод, купол) е кръгла сграда с коничен или сводест купол, със или без перистил или околна колонада. Представлява кръгово съоръжение, което може да бъде използвано като светилище, гробница, зала, дом или да има друго предназначение. Обикновено е вкопано в съществуващ или изкуствено създаден хълм, или просто е засипано с пръст. Предвид особената им форма функциите на тези сгради са сравнително ограничени.
В Древна Гърция строителството им е широко разпространено през 16 – 12 век пр.н.е. Този тип сгради не са изключително явление само за Егейския свят, те са разпространени из цяла Европа и Близкия изток, като най-раните куполни гробници са датирани още през третото хилядолетие преди новата ера.

## Конструктивни особености
Най-ранните толоси са малки по размер, изградени от гладки, необработени камъни с различна големина. Когато сградата е култова, обикновено се разполага върху подиум, обиколен от един или няколко реда колони, които в повечето случаи са дорийски. Дебелината на стените не надвишава 0,90 м. Долната им част се строи вертикално, с формата на цилиндър. Над нея, с отстъпи, се изгражда каменният купол, в чиято най-висока част се поставя изтънен, единичен ключов камък. Тези ранни толоси не са достатъчно стабилни, тъй като напреженията в горната част постепенно изтласкват свода нагоре. По-късно конструкцията им става достатъчно здрава, за да издържат в продължение на векове. В толоса са включени още два компонента – преддверие и входен коридор дромос. Ранните дромоси се изграждат много тесни, а гредите над тях са с малки размери. Не е установено присъствието на каменни прагове. Накрая входът към дромоса се запълва с пръст и отвън остава само малка могила.
Един от сериозните проблеми при ранните толоси е опазването на гробницата от влага, тъй като водата бързо се просмуква и подкопава конструкциите. За да се справят с тази опасност, микенските майстори използват непромокаема глина (plesia), която при покриването се полага на пластове, редувайки я с пръст. Това удължава живота на толосите, но не винаги успешно.

## Минойска цивилизация
В периода между 3000 г. пр.н.е. и 2000 г. пр.н.е. в Крит са широко разпространени толосните гробници, от които са известни повече от 70, разкрити на 45 различни места. Огромното мнозинство от тях се намира във и около равнината Месара в южната част на острова. Най-ранните са още от края на неолита и са концентрирани по южните склонове на планината Астерусия. В продължение на повече от едно хилядолетие този вид гробници изглежда е единственият, който обикновено се използва в южната част на Крит и в някои случаи това продължава до късната Бронзова епоха.
Толосите са кръгли, с диаметър между 4 и 13 метра и дебелина на стените, която варира от 0,70 до 2,50 м. Изградени са от необработени камъни, като обикновено от вътрешната и външната страна зидарията е с по-големи блокове, попълнена между тях с по-малки парчета камък. Като свързващо вещество е използвана глина. Често не са вкопани в хълм и не са покрити с пръст. Водят се спорове какви са били покривите на такива толоси. Има предположения както за каменни, така и за дървени, или дори открити. Възможно е да са били конични, сводести или плоски, както в Хирокития на остров Кипър.

## Микена
След шахтовите гробници, в които са погребвани по няколко души последователно, започват да полагат аристократите в индивидуални или родови, много по-впечатляващи гробници, толоси. От малките образци, копиращи критските толоси, за около две столетия вече се стига до колосални постройки, изпълнени перфектно, които демонстрират неограничените финансови възможности на микенските царе.
Географското им разпространение в Егейския свят започва от Крит, където те са малки и се засипват с могилен насип след изграждането им. След това се прехвърля в Микена, където стават огомни и внушителни и се вкопават във вече съществуващи хълмове. По-късно добиват популярност на континентална Гърция, като обхващат целия Пелопонески район. Микенските толоси се смятат за най-необикновените архитектурни творения през Античността. Това са огромни кръгли церемониални каменни гробници, често вградени в хълмове, оформени като кошери. Понякога, вместо да се вграждат, толосите се издълбават в земята и покриват с коничен купол, изграден от последователни редове грижливо обработени каменни блокове. В тях се влиза през непокрит дромос, който обикновено води до монументална, богато украсена врата (стомион). Тленните останки са полагани в дървен или каменен ковчег в погребалната камера, където често в пода се изкопава погребална шахта.
Основните материали, от които се изграждат толосите, са варовик, мрамор и конгломерат, като в много случаи те се използват смесено. Например в Лъвската гробница зидарията е изработена с малки варовикови блокове, наредени върху голяма серия изсечени блокове от конгломерат. Техниката, създадена с помощта на комбинация от конгломерат и варовик, се използва перфектно в гробницата на Клитемнестра, Съкровищницата на Атрей и други.
В континентална Гърция са открити 127 толоса. Най-голяма концентрация на куполни гробници се наблюдава в региона на Месения, където са открити деветте най-монолитни толоса. Разположени са от двете страни на хълма Панагия, като 4 са от източната му страна. По реда на изграждането им това са Гробницата на Егист, Лъвската гробница, Съкровищницата на Атрей и Гробницата на Клитемнестра. Другите 5 гробници са разположени на западната страна на билото. Тези от източната страна са по-големи, по-богато украсени и по-близо до акропола от петте на западната страна. Затова се смята, че са построени от владетели на Микена, а останалите – най-вероятно от членове на аристокрацията. От четирите „царски“ толосови гробници, три са разположени близо до хълма на акропола, а Съкровищницата на Атрей стои самостоятелно, леко отдалечена от останалите.
Най-забележителният и известен толос е Съкровищницата на Атрей от втората половина на 14 век пр.н.е. Постройката става нарицателно за достигнато високо техническо ниво на ахейската цивилизация. Толосът е вкопан в склона на хълма срещу акропола на Микена, а размерите му са внушителни – диаметърът е 14,5 м, височината – над 13 м. Всеки един от огромните каменни блокове, служещи за горен праг на вратата, тежи над 100 тона. Дромосът, който води до нея е дълъг 36 м и широк 6 м.
Краят на строителството на величествените, монументални куполни гробници настъпва в средата на 14 век пр.н.е. Последно изградена е Гробницата на Клитемнестра през 1350 – 1300 г. пр.н.е. В следващите епохи се строят много по-малки и по-скромни от тях толоси.

## Класическа Гърция
В Класическа Гърция толосите обикновено са кръгли сгради с перистил, заобиколени отвън с колони. Понякога обаче един от елементите липсва. Например известният Храм на Атина Проная в Делфи е толос от 4 век пр.н.е. и няма перистил. Това е един от най-известните толоси в Гърция, шедьовър на класическата архитектура. Съчетава в себе си почти всички ордери от класическата епоха. Кръговата колонада отвън е в дорийски стил, фризът е с релефни метопи със сцени на амазонки и кентаври, а вътре се издигат 10 коринтски полуколони. За изграждането му са използвани различни материали, които създават неговата многоцветност – полупрозрачен пароски мрамор, бял пентелийски мрамор, син елевсински варовик.
Толосът в Атина от 465 г. пр.н.е., който служи като зала за хранене на атинските сенатори няма външни колони. Външният му диаметър е 18,32 м, а дебелината на стените е 0,71 м. В интериора са издигнати 6 колони, които допълнително носят тежестта на покрива. Толосът в Епидавър на Поликлет Млади е с два реда колони – външни дорийски и вътрешни коринтски. Филипионът в Олимпия е йонийска кръгла сграда с коринтски пиластри в интериора. Издигнат е от Филип II Македонски в чест на победата над гърците при Херонея през 338 г. пр.н.е.

## Римска империя
Формата и прилагането на толосите в Римската империя се запазват под наименованието ротонда. Думата е с латински произход и носи същото значение като гръцкия толос. Тя обаче няма масов характер поради спецификата на формата. Обикновено предназначението ѝ е култово и придава определена сакрална роля на сградите. Когато сградата е без никакви вътрешни прегради, а покривът се носи само от колони, се нарича моноптер. За разлика от дорийския стил на колоните при гръцкия толос, при римския те се издигат в йонийски стил. Пример за ротонда с пръстеновиден ред колони е храмът на Херкулес във Форум Боариум в Рим, от късния 2 век пр.н.е. Типична ротонда е и Храмът „Св. Георги Победоносец“, намиращ се между хотел „Шератон“ и Президентството в София. Той е част от античен комплекс, изграден през 3 – 4 век.

## България
Древни толоси са намерени на много места в България, особено в Тракия. Гърленският храм-кладенец е датиран към 12 – 10 век пр.н.е. Той съдържа кръгъл толос, в чийто център над извора е изграден кладенец с дълбочина 5 м. Над залата има полусферично куполно покритие и опейон (окулус) в центъра му. Такава е и гробната камера в Мезешката гробница (4 – 3 век пр.н.е.), преградена от двукрила бронзова врата с декоративна релефна украса. Античната куполна гробница край Поморие е датирана към 2 – 3 в. и се смята, че е служила за мавзолей на богата фамилия от Анхиало, в който са извършвани религиозни езически ритуали. Състои се от дромос с дължина 22 м и толос с диаметър 11,60 м и височина 5,50 м. Покрита е с полуцилиндричен свод, в центъра на който има куха колона, която се разширява нагоре и се слива с външната стена. Антична вила № 2, разкрита край Монтана от 2 – 3 век представлява голям комплекс от 3 жилищни сгради, 3 бани, 3 хореума (хамбари) и толос, в който са извършвани целогодишно стопански дейности на закрито. С тези си функции толосът е уникален за страната. Толоси са Беловската гробница, гробницата Голяма Арсеналка, гробницата в северния край на некропола в местността Пропада край Малко Търново, подмогилното съоръжение Кестелева могила край Мъглиж и много други.
- Един от най-ценните паметници на тракийското архитектурно и художествено изкуство от края на 4 – началото на 3 век пр.н.е. е Казанлъшката тракийска гробница. Състои се от богато изрисувано правоъгълно преддверие, тесен дромос и куполна гробна камера – толос, изградени от тухли и камък. Известна е с най-добре запазените в България тракийски стенописи и с най-висока художествена стойност.[15]
- Могилата Шушманец е култов толос в Долината на тракийските царе, предполагаемо от 5 – 4 век пр.н.е., шедьовър на тракийската архитектура. Толосът изпълнява функциите на гробна камера със 7 вградени дорийски колони. Те носят архитрава, над който следва куполът. Над всяка полуколона е изграден пиластър, а върхът на конструкцията на купола се състои от 15 радиални блока, лягащи върху дорийска колона в центъра на камерата. Входът към нея е с йонийска рамка на вратата, завършваща отгоре с фронтон с палмети. Правоъгълното преддверие е с полуцилиндрично напречно сечение и води към гробната камера. От двете страни на фасадата са добавени стени, иззидани от грубо обработени каменни блокове. [16]
- На остров Свети Кирик в акваторията на град Созопол е разкрит толос, датиран към 4 век пр.н.е. Външният му диаметър е 5,60 м, а вътрешния е 4,70 м. Намира се в пристройка към късноантичната базилика и е изграден от блокове от плътен варовик. Външното лице на горния ред е много прецизно обработено, поради което се предполага, че именно то е било видимо.[17]

- Входът
- Интериор
- Върхът на купола
- Дромосът
- Дорийска колона
- Зидарията

- Шушманец
- Голяма Арсеналка
- Голяма Косматка – куполът на главната камера
- Дромосът на Мезешката гробница
- Жаба могила
- Мишкова нива